# Juan Carlos Stevens
Juan Carlos Stevens (né le 22 octobre 1968 à Santiago de Cuba à Cuba) est un archer cubain.

## Biographie
Juan Carlos Stevens participe à deux éditions des  Jeux olympiques : en 2000 à Sydney, il termine 35e. Il obtient son meilleur résultat lors des Jeux de Pékin, en 2008, où il termine cinquième de la compétition individuelle. Aux Championnats panaméricains de cette dernière année, il enlève la deuxième place à la compétition individuelle homme et la troisième en équipe mixte. L'année précédente, aux Jeux panaméricains de 2007, il finit deuxième de l'individuelle.

## Palmarès
- Jeux olympiques
  - 5e place à la compétition individuelle homme aux Jeux olympiques d'été de 2008 à Pékin.

- Championnats panaméricains
  -  Médaille d'argent à la compétition individuelle homme aux Championnats panaméricain de 2008 à Valencia.
  -  Médaille de bronze à la compétition par équipe mixte aux Championnats panaméricain de 2010 à Guadalajara.